# (24) Temis
(24) Temis es un asteroide perteneciente al cinturón de asteroides descubierto por Annibale de Gasparis desde el observatorio de Capodimonte en Nápoles, Italia, el 5 de abril de 1853. Está nombrado por Temis, una diosa de la mitología griega.

## Características orbitales
Temis está situado a una distancia media de 3,135 ua del Sol, pudiendo alejarse hasta 3,529 ua y acercarse hasta 2,741 ua. Su inclinación orbital es 0,7523° y la excentricidad 0,1258. Emplea en completar una órbita alrededor del Sol 2027 días. Da nombre a la familia asteroidal de Temis, una de las tres primeras familias de Hirayama.